# SEAT Bolero
El SEAT Bolero 330 BT es un prototipo de automóvil presentado en el Salón del Automóvil de Ginebra de 1998 por el fabricante español SEAT. Es un sedán coupé con cuatro puertas que incorpora un motor de gasolina 2,8 litrosV6 biturbo de 330 CV de potencia capaz de desarrollar más de 270 km/h de velocidad máxima, con una aceleración 0-100 km/h de 5 s. Tiene tracción permanente a las cuatro ruedas, diferencial central Torsen y cambio Tiptronic de seis velocidades. Monta neumáticos 255/40R19 con llantas 9J x 19 pulgadas .
Entre los detalles de su diseño, se destacan la ausencia del pilar central y las puertas laterales traseras de apertura inversa. Varios rasgos de su diseño fueron adoptados en los modelos de SEAT de últimos de los años 90 y principios de los años 2000, como el SEAT Toledo II y SEAT León I. 
Este prototipo también dio a conocer el nuevo logotipo de la marca, consistente en una S más redondeada y con una línea central menos que la anterior. Este logotipo se estrenaría en 1999 en toda la gama. 

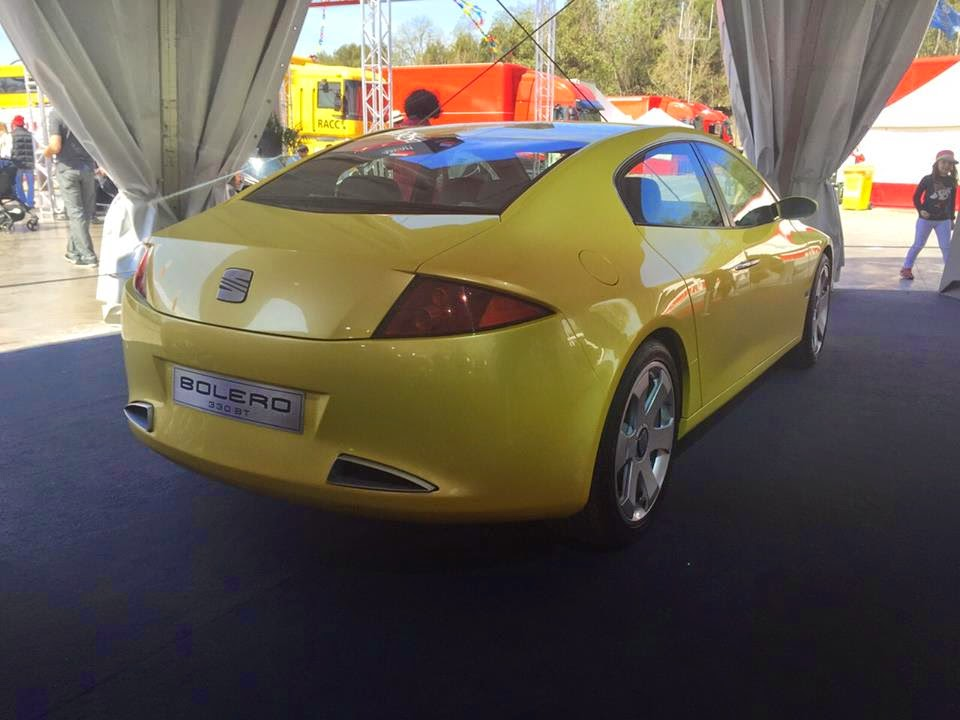
SEAT Bolero Vista posterior.

SEAT llevaba muchos años queriendo sacar un modelo por encima del Toledo, reforzando la gama con una berlina de gama alta en un formato deportivo, el nombre Bolero era muy parecido al del modelo Toledo, estratégicamente estaba pensado así para que hicieran juego y enfocarlo como un hermano mayor de este. El prototipo gusto mucho y fue una de las estrellas de Ginebra, hubo mucho interés por el modelo, finalmente se le daría luz verde al proyecto para desarrollar el modelo de producción, y empezar a desarrollar el modelo pre-serie, se suponía que iba a salir en el año 2000, pero al final se canceló.
Unos años después, se llegó a hablar de un posible resurgimiento de este prototipo y una posible sustitución del SEAT Toledo de tercera generación, debido a sus bajas ventas, además de que Volkswagen, propietaria de SEAT ya había dado su consentimiento para entrar a producción y se montaría con la base del A4. Sin embargo, dicho modelo se convirtió en el SEAT Exeo, lanzado en 2009.
NOTA
- El Bolero es un tipo de berlina deportiva del segmento D, no confundir con el SEAT Concepto T de 1992 que era un prototipo de berlina Coupe de 3 puertas, también en color amarillo y del segmento C